# Silverdalskapellet
Silverdalskapellet kallas det begravningskapell som ligger på Silverdals griftegård i Sollentuna församling. Kapellet är sammanbyggt med Silverdals krematorium.
Här ligger även hela Gärdestad familjen.

## Kapellets historik
År 1960 övertog Sollentuna kommun Svea livgardes garnisonskyrkogård med omgivande mark. Gamla kyrkogården med Garnisonskapellet bevarades och ligger väster om Silverdalskapellet och dess kyrkogård.
Den 14 september 1969 invigdes Silverdalskapellet av biskop Helge Ljungberg. Ritningarna var gjorda av Lage Knape som även har ritat Kummelby gamla kyrka.
Framför entrén finns en damm med ett litet skepp av metall. Skeppet invigdes 1979 och har skapats av Lage Knape och konstsmeden Gunnar Bengtsson.
Under åren 1999–2000 medan Kummelby nya kyrka byggdes hölls regelbundna gudstjänster Silverdalskapellet.

## Interiör och inventarier
Kapellets inredning är gjord av arkitekt Ralph Alton medan den konstnärliga utsmyckningen är utförd av konstnären Jan Brazda.
Altaret är utfört i carraramarmor. Ovanför altaret sitter ett solkors som även det är utfört i carraramarmor. Solkorset anknyter till Upplandskorset som ursprungligen var en förkristen symbol senare övertagen av kristendomen.

## Orgel
- Den nuvarande orgeln är byggd 1984 av Åkerman & Lund Orgelbyggeri AB, Knivsta och är mekanisk.

| Huvudverk I   | Öververk II   | Pedal         | Koppel |
| Principal 8´  | Gedackt 8´    | Subbas 16´    | I/P    |
| Rörflöjt 8´   | Gamba 8´      | Octavbas 8´   | II/P   |
| Octava 4´     | Principal 4´  | Gedacktbas 8´ | II/I   |
| Spetsflöjt 4´ | Tvärflöjt 4'  | Octava 4´     |        |
| Octava 2'     | Quinta 2 2/3' | Fagott 16'    |        |
| Mixtur IV     | Waldflöjt 2'  |               |        |
| Trumpet 8'    | Ters 1 3/5'   |               |        |
|               | Oboe 8'       |               |        |
|               | Tremulant     |               |        |

### Webbkällor
- Sollentuna församling informerar om Silverdalskapellet